# جاكي هندرسون
جاكي هندرسون (بالإنجليزية: Jackie Henderson)‏ (و. 1932 – 2005 م) هو لاعب كرة قدم، من المملكة المتحدة، ولد في غلاسكو، شارك في كأس العالم 1954، يلعب كمهاجم، توفي عن عمر يناهز 73 عاماً.

## روابط خارجية
- جاكي هندرسون على موقع الاتحاد الإسكتلندي (الإنجليزية)
- جاكي هندرسون على موقع قاعدة بيانات كرة القدم.إي يو (الإنجليزية)
- جاكي هندرسون على موقع ناشيونال فوتبول تيمز (الإنجليزية)
- جاكي هندرسون على موقع Soccerway.com (الإنجليزية)
- جاكي هندرسون على موقع عالم كرة القدم.نت (الإنجليزية)